# 清华大学医学院
清华大学医学院，是清华大学直属的一个学院，成立于2001年，首任院长是两院院士吴阶平。
清华大学医学院下设六个教学研究机构及五所附属医院，统筹清华大学的医学教育、科研、合作与社会服务。

## 历史
- 2001年10月25日，清华大学医学院成立[2][3]。
- 2002年，与中国协和医科大学建立合作共建关系。
- 2004年1月，成立清华大学生命科学与医学研究院。
- 2003年4月，原国家信息产业部下属酒仙桥医院（401医院）、玉泉医院（402医院）划归教育部成为清华大学附属医院。
- 2004年4月，401医院、402医院更名为清华大学第一附属医院（华信医院）和清华大学第二附属医院（玉泉医院）。
- 2005年9月，签订协议，以解放军总医院（301医院）为清华大学医学院的临床教学医院。
- 2006年9月5日，“教育部、卫生部共建北京协和医学院（清华大学医学部）大会暨揭牌仪式”举行。中国协和医科大学改名北京协和医学院，可同时使用“北京协和医学院——清华大学医学部”作为第二名称，学校仍为独立法人单位，北京协和医学院的临床医学专业学生同时获得北京协和医学院和清华大学学位证书[4]。

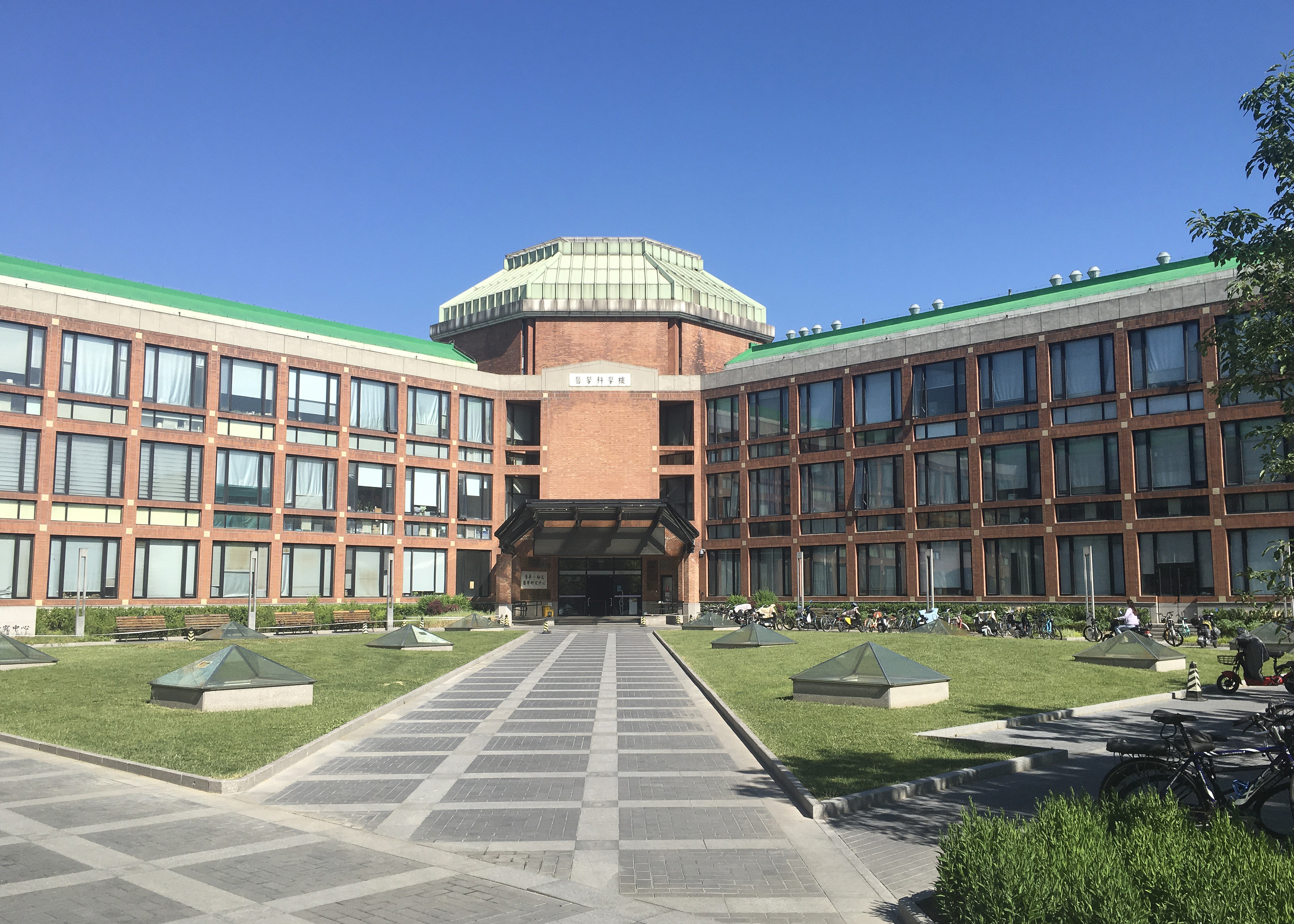
清华大学医学院所在的医学科学楼

- 2022年6月6日，清华大学以“Tsinghua Medicine”名义宣布于同月10日举办“清华大学医学部（本部）成立仪式”[5]，后被叫停。
- 2023年6月，经校党委常委会决议，重组清华医学架构，撒销原清华大学医学院（School of Medicine, Tsinghua University），组建由基础医学院、生物医学工程学院、药学院、临床医学院以及北京清华长庚医院、清华大学第一附属医院、清华大学玉泉医院构成的新的清华大学医学院（Tsinghua Medicine）[6]，事实上为类似学部的教学机构。

## 组织结构

### 教学研究机构

#### 基础医学院
前身为基础医学系，于2012年11月10日成立，2024年更为现名。按照转化医学的发展，研究膜蛋白与重大疾病、表观遗传与癌症、干细胞与再生医学、神经科学与疾病、免疫与传染病等领域。

#### 生物医学工程學院
前身為生物医学工程系，在1979年创办的电机系生物医学工程专业基础上成立，2024年更为现名。本科学制4年，以电子技术系列课程为主干。

#### 临床医学院
前身为临床医学系，2016年更为现名。
2001年至2008年，临床医学系与北京协和医学院紧密合作，开设临床医学专业，学制8年，医预阶段（2.5年）在清华本部，基础医学和临床医学在协和医学院，完成学业后获得医学博士学位。
2009年，開設医学实验班，學制8年，採用“3+2+3”的培养方案，3年清華基礎課程，2年匹茲堡大學科研訓練，3年协和医院臨床實習，完成学业获得医学博士学位，办学目标為培养医师科学家。
临床医学系同时拥有外科学、内科学硕士研究生。

#### 药学院
前身为药学系，于2012年11月10日成立，2015年12月25日更为现名。定位于应用基础研究，研究药物化学、肿瘤药理学、离子通道与痛觉药理学、药物制剂及药物递送、药物代谢与毒理等领域。

#### 医疗管理学院
原为清华大学医院管理研究院，创建于2012年，位于清华大学深圳国际研究生院，专业从事医院管理研究和培养现代医院管理人才。

#### 器官移植与仿生医学研究院
于2023年4月成立，有移植生物学、移植肿瘤学、器官再生修复、器官仿生工程、组织工程、移植伦理与法治等六大研究方向。

### 附属医院

#### 清华大学第一附属医院
又名北京华信医院。
- 1959年2月，创办国家信息产业部直属医院，先后称为电子总医院、401医院、北京酒仙桥医院。
- 2003年，划归清华大学。
- 2004年，更名为北京华信医院（清华大学第一附属医院）。

#### 清华大学附属北京清华長庚医院
北京清华长庚医院位于天通苑，由台湾长庚纪念医院及台塑集團支持建设合作。
- 2010年4月20日，北京清华长庚医院一期工程奠基。
- 2014年11月28日，正式開業。

#### 清华大学玉泉医院（清华大学中西医结合医院）
位于石景山区。
- 1983年12月，创办国家电子工业部直属医院，称为402医院。
- 2003年，划归清华大学。
- 2004年，更名为清华大学玉泉医院。
- 2024年，确认为三级甲等医院[9]。

#### 清华大学附属垂杨柳医院
又名北京市垂杨柳医院。1973年建院，2012年成为清华大学附属医院。

#### 清华大学医院
原为清华校医室，始建于1911年，1962年改制为校医院。

### 教学医院
- 北京協和醫院
- 中国人民解放军总医院（301医院）
- 北京医院
- 中日友好医院
- 北京积水潭医院
- 北京神经外科研究所（天坛医院神经外科）

## 知名人物
- 吴阶平
- 施一公
- 颜宁
- 程京
- 左焕琮
- 刘国松
- 孙方霖
- 张林琦